# Herpeperas
Herpeperas là một chi bướm đêm thuộc họ Erebidae.